# Пояна-Ботізій
Пояна-Ботізій (рум. Poiana Botizii) — село у повіті Марамуреш в Румунії. Входить до складу комуни Беюц.
Село розташоване на відстані 385 км на північний захід від Бухареста, 34 км на схід від Бая-Маре, 96 км на північ від Клуж-Напоки.

## Населення
За даними перепису населення 2002 року у селі проживали 265 осіб, усі — румуни. Усі жителі села рідною мовою назвали румунську.